# Агнес од Тирингије
Агнес од Тирингије (немачки Agnes von Thüringen, 1205? – 1244) била је саксонска војвоткиња из династије Лудовинг.

## Живот
Рођена је као друга ћерка тириншког ландграфа Хермана и његове друге жене Жофије, ћерке војводе Отона I Баварског. Дана 29. новембра 1225. године, на основу папске диспензације у Нирнбергу, удала се за Хенрика, сина аустријског војводе, а Хенрикова сестра Маргарета постала је супруга младог краља Хајнриха VII Хоенштауфена, који је још био верен за Агнесу Пшемисл, будућу светицу. Прославу је покварило убиство келнског надбискупа Енгелберта. У браку са младом Бабенберком родила се ћерка јединица Гертруда, будући носилац минуса Привилегиум минус. Убрзо након тога, 1227. или 1228. године, Хенрика, кога су савременици називали Окрутним, умире.
Око 1229. године, Агнеса се преудала. На ходочашћу у Свету земљу, упознала је војводу Албрехта I од Саксоније, свог бившег зета, и постала његова друга жена у Акри. Умрла је после 1247. године, и сахрањена је у задужбини династије Бабенберг, манастиру Хајлигенкројц.